# 朝庸溪
朝庸溪為一位於台灣東部之縣市管河川，幹流長度7.70公里，流域面積13.00平方公里，分佈於台東縣大武鄉、達仁鄉。主流發源於達仁鄉安朔村助矢山東北側，先向東北進大武鄉境，經古庄（舊莊）後轉東南東流，再經尚武、客莊後，最終於大武漁港北側注入太平洋。